# Wetenschappelijke Raad voor het Regeringsbeleid

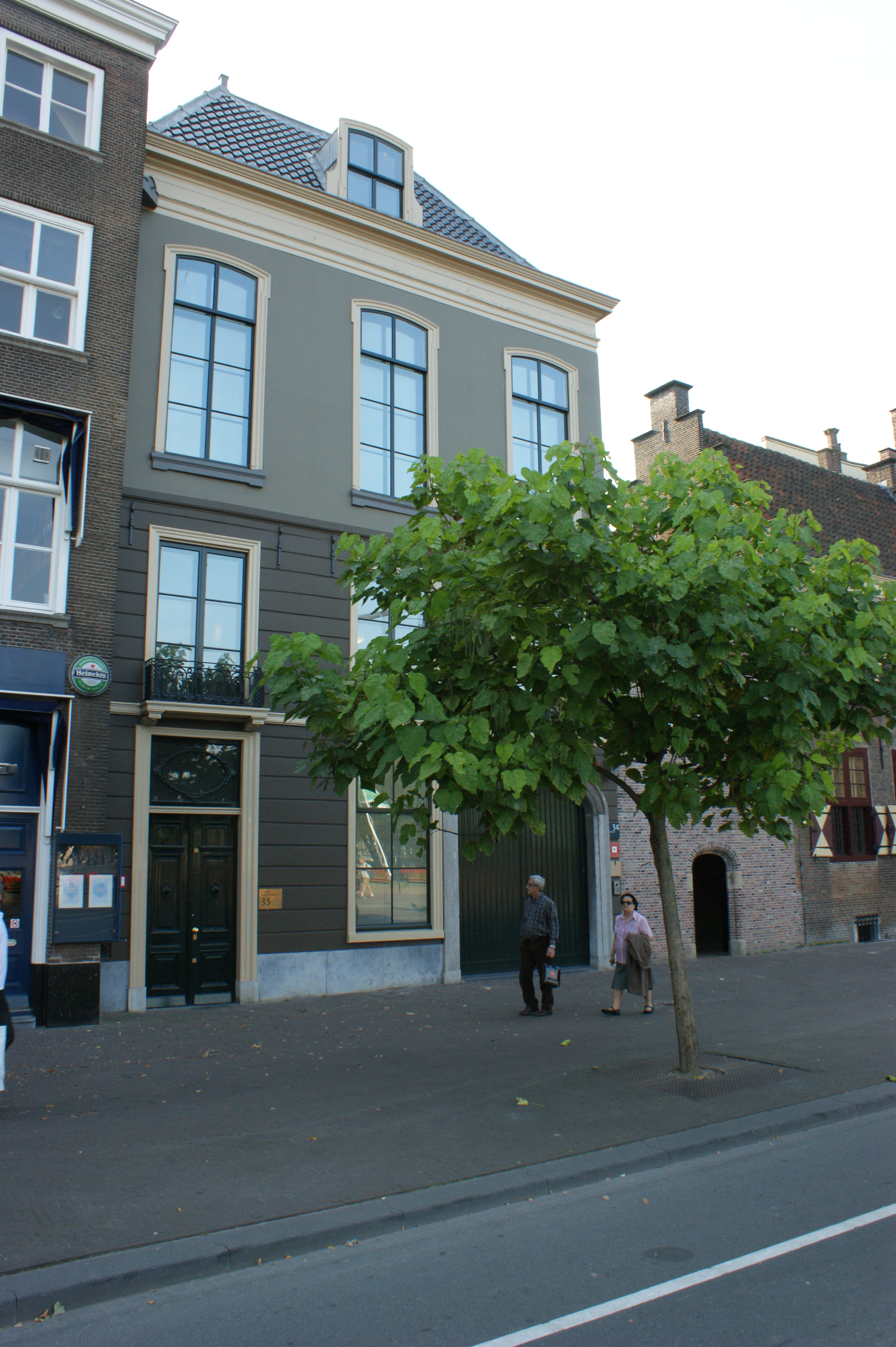
Ratsbüro in Buitenhof 34, Den Haag

Der Wetenschappelijke Raad voor het Regeringsbeleid (WRR; zu deut.: Wissenschaftlicher Rat für Regierungspolitik) ist eine unabhängige Denkfabrik der niederländischen Regierung mit Sitz in Den Haag. Zu deren Mitgliedern gehören u. a. prominente Sozial-, Wirtschafts- und Rechtswissenschaftler.
2001 betrug das jährliche Budget 35 Millionen US-Dollar.

## Geschichte

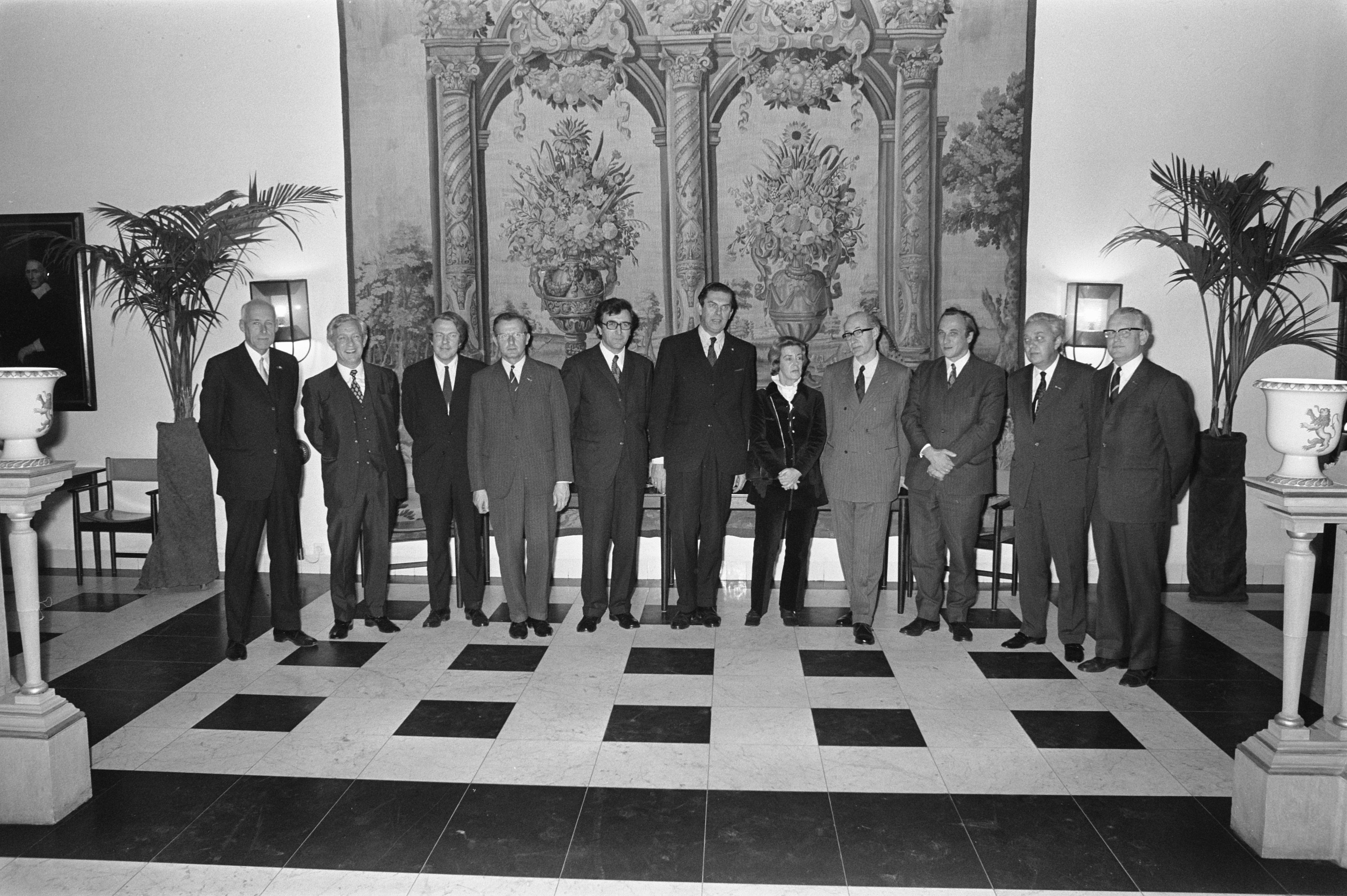
Premierminister Biesheuvel weiht den WRR ein (1972)

Der WRR wurde am 20. November 1972 als provisorischer Rat gegründet, der Problemfelder identifizieren und über zukünftige Entwicklungen beraten musste.
Die erste Amtszeit war geprägt von einem theoretischen Ansatz auf Grundlage internationaler wissenschaftlicher Literatur.
Schnell zeigte sich, dass der Rat auch explizit mit zivilgesellschaftlichen Organisationen und den Ämtern politischer Parteien kommunizieren wollte. Ab 1975 entstand der Brauch, mittels 'rapporten aan de regering' („Berichten an die Regierung“) zu kommunizieren.
1985 empfahl der WRR die Einführung eines bedingungslosen Grundeinkommens in den Niederlanden.

## Aufgabe
Zentrale Aufgabe des WRR ist es, der Regierungspolitik wissenschaftliche Informationen über Entwicklungen bereitzustellen, die längerfristig die Gesellschaft betreffen können. Die Aktivitäten des WRR zielen darauf ab, bestehende Probleme in einem breiten Zusammenhang zu untersuchen, neue Probleme zu erforschen und neue Perspektiven und Lösungsansätze aufzuzeigen.
Der Rat wird dabei von einem offiziellen Büro unterstützt, das von einem Sekretär geleitet wird. Das Büro ist administrativ Teil des Ministerie van Algemene Zaken.

## Mitgliedschaft

### Ratsmitglieder
Die Ratsmitgliedschaft setzt sich Stand 2020 wie folgt zusammen:
- Corien Prins (Vorsitzender)
- Catrien Bijleveld
- Arnoud Boot
- Mark Bovens
- Frans Brom (Sekretär)
- Godfried Engbersen
- Ernst Hirsch Ballin (Beratendes Mitglied)
- Suzanne Hulscher
- Marianne de Visser
- Casper G. de Vries

### Ratsvorsitzende
Der WRR hatte insgesamt 11 Ratsvorsitzende. Diese waren:
- Sjeng Kremers (1972–1977)
- Wim Schut (1977–1978)
- Theo Quené (1978–1985)
- Cees de Wit (1985)
- Wil Albeda (1985–1990)
- Frans Rutten (1990–1993)
- Piet Hein Donner (1993–1997)
- Michiel Scheltema (1998–2004)
- Wim van de Donk (2004–2009)
- André Knottnerus (2010–2017)
- Corien Prins (2017–heute)